# Нитрофенолы
Нитрофенолы (гидроксинитробензолы) — органические соединения, нитропроизводные фенола, с общей формулой
HOC6H5-n(NO2)n.

## Номенклатура

Мононитрофенолы — три изомера по положению заместителя — нитрогруппы:
2-нитрофенол (о-нитрофенол)
3-нитрофенол (м-нитрофенол)
4-нитрофенол (п-нитрофенол)

Динитрофенолы — шесть изомеров по положению заместителей — нитрогрупп:
2,3-динитрофенол
2,4-динитрофенол
2,5-динитрофенол
2,6-динитрофенол
3,4-динитрофенол
3,5-динитрофенол

Тринитрофенолы — шесть изомеров по положению заместителей — нитрогрупп:
2,3,4-тринитрофенол
2,3,5-тринитрофенол
2,3,6-тринитрофенол
2,4,5-тринитрофенол
2,4,6-тринитрофенол
3,4,5-тринитрофенол

Тетранитрофенолы — три изомера по положению заместителей&nbsp;— нитрогрупп:
2,3,4,5-тетранитрофенол
2,3,4,6-тетранитрофенол
2,3,5,6-тетранитрофенол

Пентанитрофенол:
2,3,4,5,6-пентанитрофенол

## Получение
- Из мононитрофенолов практическое значение имеют 2- и 4-нитрофенолы. В промышленности их получают нагреванием соответствующих 2- и 4-нитрохлорбензолов с 10-15%-ным водным раствором NaOH при 150—190 °С и давлении 0,2-0,6 МПа, а также нитрованием фенола разбавленной азотной кислотой (катализатор — NaNO2) с последующим фракционированием смеси. 3-Нитрофенол получают диазотированием 3-нитроанилина с последующим замещением диазогруппы на гидроксигруппу.
- Динитрофенолы в промышленности обычно получают нитрованием фенолов или мононитрофенолов. 2,4-динитрофенол синтезируют также щелочным гидролизом 2,4-динитрохлорбензола.
- Тринитрофенол получают нитрованием фенолдисульфокислоты смесью азотной и серной кислот; из динитрохлорбензола через гидролиз до динитрофенола с последующим нитрованием; из бензола действием азотной кислоты в присутствии Hg(NO3)2.

## Физические свойства
| Изомер                    | Молекулярная масса, г/моль | Внешний вид                       | Тплав. °С                | Ткип. °С              | Плотность, г/см³ | Растворимость, г/100 г р-рителя                    |
| ------------------------- | -------------------------- | --------------------------------- | ------------------------ | --------------------- | ---------------- | -------------------------------------------------- |
| 2-нитрофенол              | 139,12                     | бледно-жёлтые многогранные иглы   | 45; 45,3-46,0            | 214,5;217,25; 216     | 1,294240°С       | в воде 0,21; в этаноле 46                          |
| 3-нитрофенол              | 139,12                     | бесцветные многогранные кристаллы | 96; 97                   | 19470 мм Hg           | 1,485            | в воде 1,35: в этаноле 195                         |
| 4-нитрофенол              | 139,12                     | жёлтые многогранные призмы        | 114; 114-114,6           | 279разл.              | 1,479            | в воде 1,6: в этаноле 189,5                        |
| 2,3-динитрофенол          | 184,11                     | жёлтые многогранные иглы          | 144                      |                       | 1,681            | трудно растворим в воде, легко — в этаноле и эфире |
| 2,4-динитрофенол          | 184,11                     | жёлтые ромбические пластинки      | 111,6; 114; 115-116возг. |                       | 1,683            | в воде 0,56, в этаноле 3,9                         |
| 2,5-динитрофенол          | 184,11                     | жёлтые иглы                       | 108                      |                       |                  | трудно растворим в воде, легко в этаноле и эфире   |
| 2,6-динитрофенол          | 184,11                     | бледно-жёлтые ромбические иглы    | 63-64                    |                       |                  | трудно растворим в воде, легко — в этаноле и эфире |
| 3,4-динитрофенол          | 184,11                     | бесцветные триклинные иглы        | 134                      |                       | 1,672            | растворим в этаноле и эфире                        |
| 3,5-динитрофенол          | 184,11                     | многогранные пластины             | 122; 123; 126,1          |                       | 1,702            | не растворим в воде, легко — в этаноле и эфире     |
| 2,3,6-тринитрофенол       | 229,11                     | иглы                              | 118                      |                       |                  | трудно растворим в воде, легко — в этаноле и эфире |
| 2,4,5-тринитрофенол       | 229,11                     | иглы                              | 96                       |                       |                  | трудно растворим в воде, легко — в этаноле и эфире |
| 2,4,6-тринитрофенол       | 229,11                     | бесцветные многогранники          | 80,7                     | 1952 мм Hg >300взрыв. | 1,763            | в воде 1,4; в этаноле 4,91; в эфире 1,43           |
| 2,3,4,6-тетранитрофенол   | 274,12                     | жёлтые иглы                       | 140разл.                 | взрывается            |                  | легко растворим в воде                             |
| 2,3,4,5,6-пентанитрофенол | 319,12                     |                                   | 190разл.                 |                       |                  |                                                    |

## Химические свойства
- о- и п-Нитрофенолы являются таутомерами соответствующих α- и γ-кетонитроновых кислот:

На таутомерное равновесие влияет кислотность среды, а таутомерные формы имеют разную окраску, что позволяет использовать их как кислотно-основные индикаторы. Параметры перехода приведены в таблице:
| Изомер           | p H перехода | цвет      |
| ---------------- | ------------ | --------- |
| 2-нитрофенол     | 5,0-7,0      | жёлтый    |
| 3-нитрофенол     | 7,8-8,6      | оранжевый |
| 4-нитрофенол     | 5,6-7,6      | жёлтый    |
| 2,4-динитрофенол | 2,0-4,7      | жёлтый    |
| 2,5-динитрофенол | 4,0-5,8      | жёлтый    |
| 2,6-динитрофенол | 1,7-4,4      | жёлтый    |

- Нитрофенолы сильно ассоциированы за счёт образования водородных связей между гидроксильными и нитрогруппами:

Особняком стоит о -нитрофенол в котором образуется внутримолекулярная водородная связь:

Это обусловливает более низкую температуру плавления о -нитрофенола.
- Введение нитрогруппы в фенол значительно увеличивает константу диссоциации, особенно при орто- и пара-заместителях:

| Изомер              | p Кα |
| ------------------- | ---- |
| фенол               | 9,89 |
| 2-нитрофенол        | 7,23 |
| 3-нитрофенол        | 8,35 |
| 4-нитрофенол        | 7,15 |
| 2,3-динитрофенол    | 4,89 |
| 2,4-динитрофенол    | 4,08 |
| 2,5-динитрофенол    | 5,15 |
| 2,6-динитрофенол    | 4,15 |
| 3,4-динитрофенол    | 5,37 |
| 3,5-динитрофенол    | 6,68 |
| 2,4,6-тринитрофенол | 0,8  |

- Хоть кислотные свойства нитрофенолов усиливаются, но в щелочной среде, вследствие таутомерии, образуются не феноляты, а соли кетонитроновых кислот:

- Нитрофенолы восстанавливаются (например, железом в кислой среде) до соответствующих аминофенолов.
- Электрофильное замещение (сульфирование, бромирование, нитрование и т. п.) для 4-нитрофенола происходит по положению 2, а для 3-нитрофенола — по положениям 4 и 6.

## Применение
- Мононитрофенолы — промежуточные продукты в синтезе аминофенолов и сернистых красителей, кислотно-основные индикаторы.
- 4-Нитрофенол — фунгицид, используемый, например, при обработке кож.
- 2,4-Динитрофенол применяют для получения 2,4-диаминофенола, 2-амино-4-нитрофенола и 2,4,6-тринитрофенола, в производстве сернистых красителей, антисептических средств для пропитки дерева (например, триолита, содержащего 80 % NaF, 15 % 2,4-динитрофенола и 5 % Na2Cr2O7).
- 2,4,6-Тринитрофенол (пикриновая кислота) длительное время использовался в качестве жёлтого красителя для шерсти, шелка, кожи, волос. С конца XIX века — взрывчатое вещество (ВВ) для снаряжения гранат, детонаторов, в сплавах с другими ВВ (главным образом динитронафталинами) — для снаряжения мин, авиабомб, разрывных дымообразующих снарядов.

## Токсичность
- Мононитрофенолы поражают центральную нервную систему, печень, почки; ПДК 1 мг/м³.
- Динитрофенолы взрывоопасны, ядовиты, сильно раздражают кожу, слизистые оболочки, вызывают дерматиты; ПДК 0,02 — 0,05 мг/м³.
- Тринитрофенол раздражает кожу, вызывает отравления; ПДК 0,1 мг/м³ (США).
- Описаны подострые отравления нитрофенолами, в клинической картине которых выделяются астеновегетативная реакция, повышенная жажда, тахикардия, головные боли, отсутствие аппетита, диарея, желтушность склер, везикулярный дерматит с переходом в хроническую форму, при этом особенно ранимы подмышечные и паховые области.